# 1. Sonntag im Advent

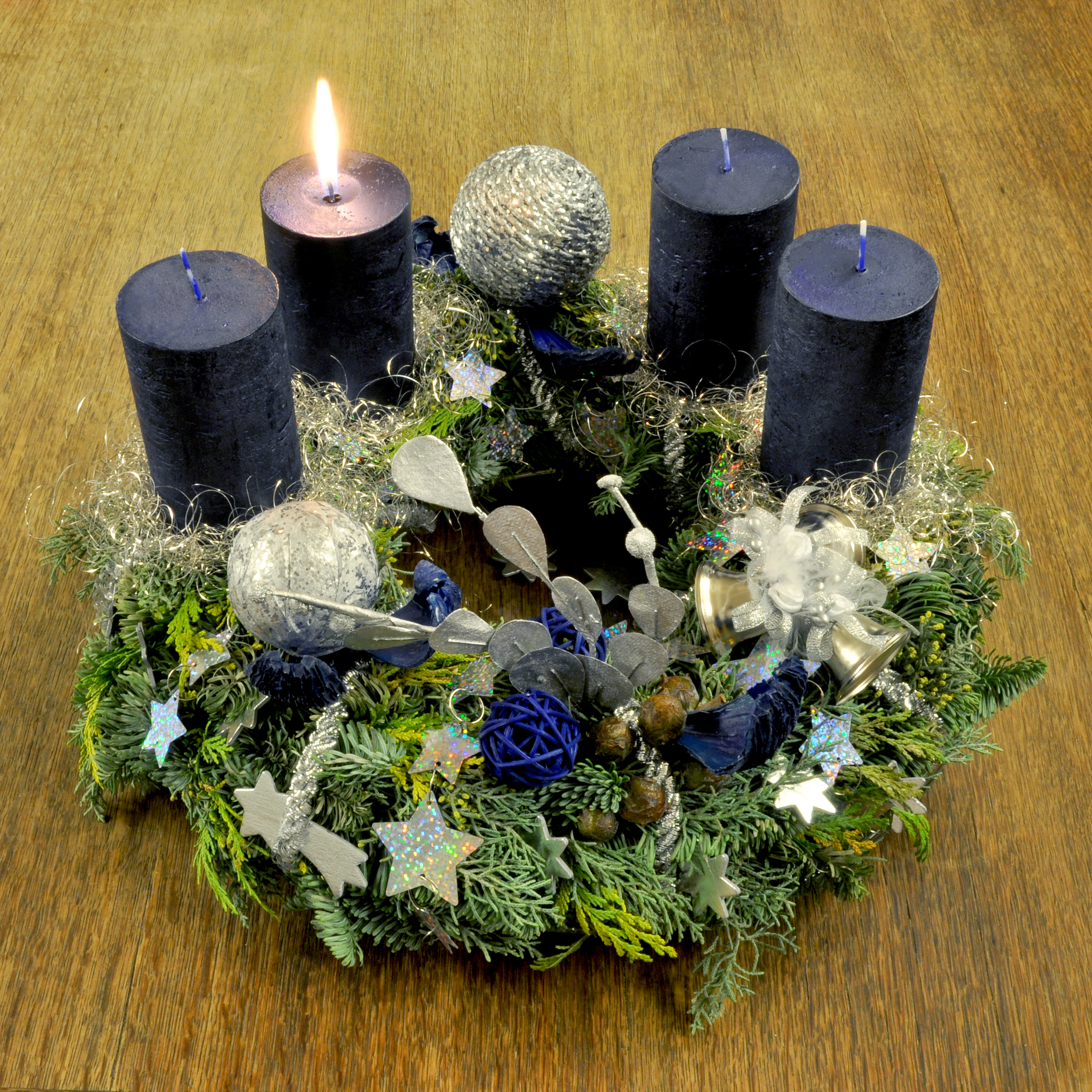
Am Adventskranz brennt die erste Kerze

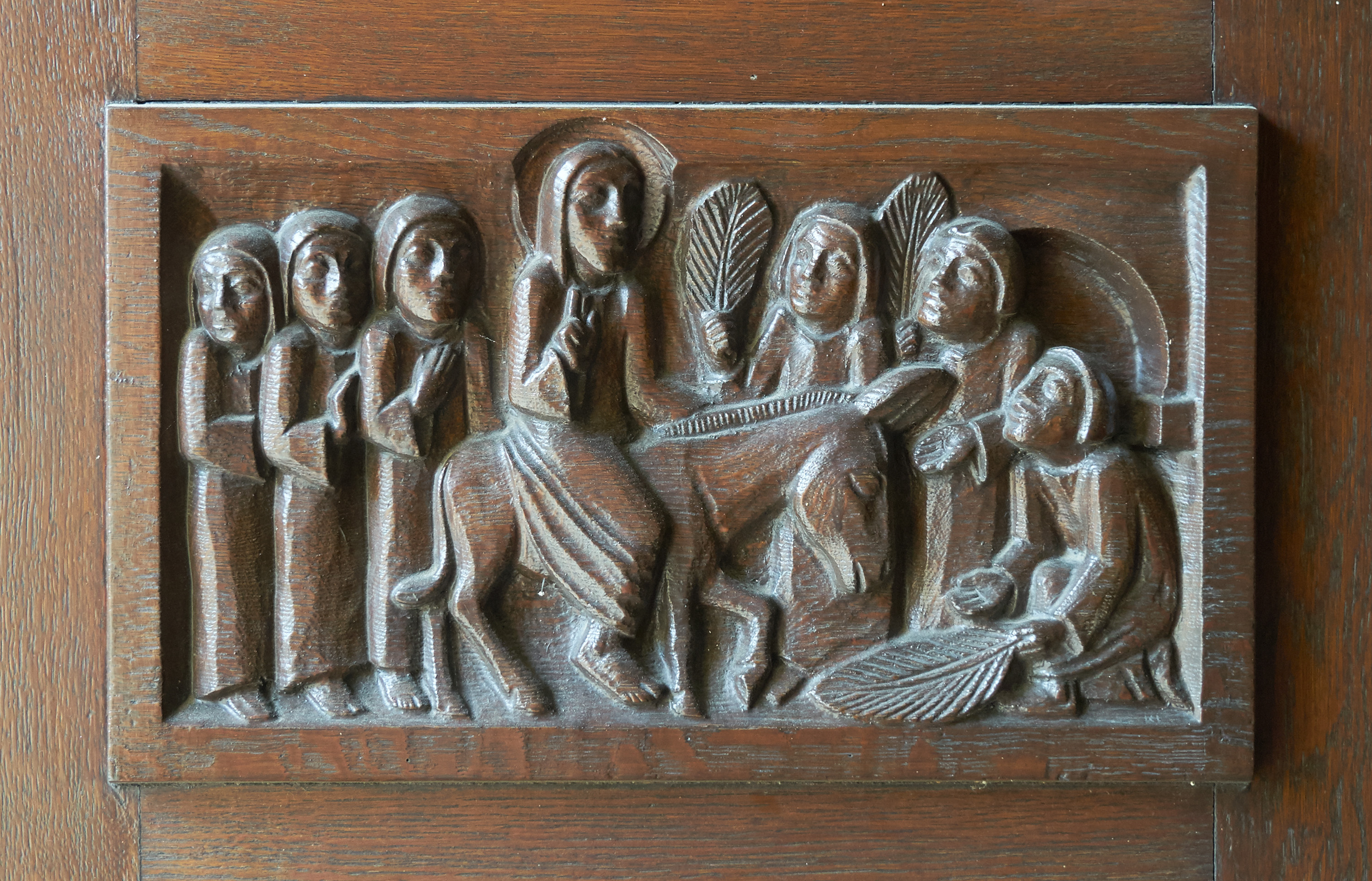
Einzug in Jerusalem (Horner Kirche, Bremen)

Mit dem 1. Sonntag im Advent oder ersten Adventssonntag (in Österreich: Adventsonntag) beginnt das Kirchenjahr.

## Evangelische Liturgie
Der erste Sonntag im Advent bedeutet keinen starken thematischen Einschnitt, sondern führt Motive vom Ende des Kirchenjahres weiter: „Nach allgemeiner Übung beginnt mit dem 1. Advent ein neues Kirchenjahr. Dies verdankt sich dem Brauch, mit dem Formular dieses Sonntags die liturgischen Bücher zu eröffnen. Es täuscht jedoch leicht darüber hinweg, dass die Adventssonntage nach Gehalt und Gestalt eng mit den letzten Sonntagen im Kirchenjahr verbunden sind, so dass mit dem 1. Advent eigentlich gar kein thematisch neuer Abschnitt beginnt: Der endzeitliche Akzent ist durchaus im Advent noch präsent.“
In den evangelischen, bzw. lutherischen, Kirchen Deutschlands und Nordeuropas blieb das altrömische Evangelium vom Einzug Jesu in Jerusalem erhalten und gibt dem Sonntag einen besonderen, festlichen Charakter. Diese Tradition war im Frühmittelalter bereits bekannt. Irische Missionare wie Kolumban der Jüngere, die in Gallien missionierten, betonten in ihrer Verkündigung stärker die endzeitliche Wiederkunft Christi und das Jüngste Gericht, was zu einer Ausgestaltung des Advents als Zeit einer ernsthaften Buße beitrug und – ausgehend von Gallien – zur Verdrängung des Aspekts der freudigen Erwartung des Erlösers auch in der römischen Liturgie führte.

### Einzug Jesu in Jerusalem
Mt 21,1–9  war Lesungstext zunächst an einem, spätestens seit dem 7. Jahrhundert aber am ersten Sonntag im Advent. Diese Zuordnung war im Spätmittelalter allgemein bekannt; es gab Perikopenbücher (Plenarien) in den Volkssprachen, zum Teil mit predigtartigen Ergänzungen. Das wurde von den Reformatoren aufgenommen.

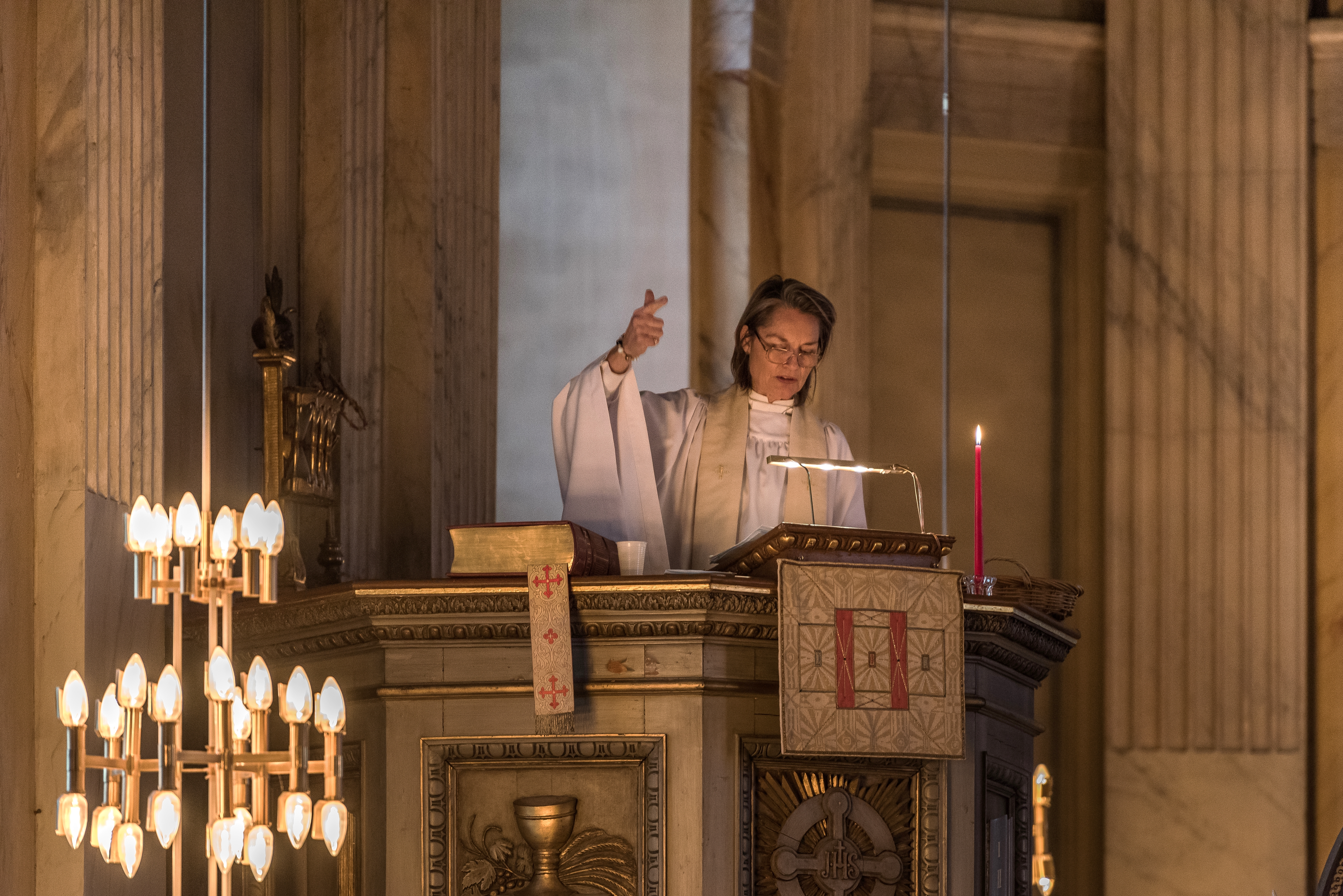
In der Schwedischen Kirche hat der 1. Sonntag im Advent die liturgische Farbe Weiß, was den festlichen Charakter des Tages unterstreicht. (Vaxholms kyrka, 2008)

Damit Mt 21,1–9 zum Advent passte, wurde die Fortsetzung der Handlung (Gefangennahme, Kreuzigung, Tod und Auferstehung) weggeblendet und nur das Motiv des Einzugs in Jerusalem betrachtet. Die geistliche Auslegung auf das Individuum lieferte weitere für die Adventsfrömmigkeit wichtige Impulse. Jesus Christus kommt als „sanftmütiger“ König zur christlichen Gemeinde und zu jedem Christen persönlich. Mehrere evangelische Adventslieder entfalten diese Gedanken (Beispiel: Dein König kommt in niedern Hüllen).

### Proprium des 1. Sonntags im Advent
Am 2. Dezember 2018 wurde in der EKD die neue „Ordnung gottesdienstlicher Texte und Lieder“ (OGTL) eingeführt. Das neue Lektionar trifft für den 1. Advent folgende Auswahl aus Bibel und Gesangbuch:
- Spruch der Woche: Sach 9,9 Lut
- Gebetspsalm: Psalm 24 („Machet die Tore weit“)
- Lesung aus dem Alten Testament: Sach 9,9–10 Lut
- Epistel: Röm 13,8–12 Lut
- Evangelium: Mt 21,1–11 Lut
- Lieder der Woche: Nun komm, der Heiden Heiland (EG 4); Wie soll ich dich empfangen (EG 11)
- Liturgische Farbe: violett

Der 1. Sonntag im Advent ist dadurch aus der Reihe der Adventssonntage hervorgehoben, dass an ihm noch einmal das Gloria in excelsis gesungen wird.
| Lesejahr | Predigttext | Lesejahr | Predigttext  |
| -------- | ----------- | -------- | ------------ |
| I        | Mt 21,1–11  | IV       | Jer 23,5–8   |
| II       | Röm 13,8–12 | V        | Offb 3,14–22 |
| III      | Sach 9,9–10 | VI       | Ps 24,1–10   |

### Lutherische Liturgie im englischen Sprachraum
In den überwiegend englischsprachigen nicht-katholischen Kirchen, die dem Revised Common Lectionary folgen, das gemeinsam von Katholiken, Anglikanern und Lutheranern verantwortet wurde, entsprechen die Lesungen des 1. Advents der katholischen Leseordnung (siehe unten).

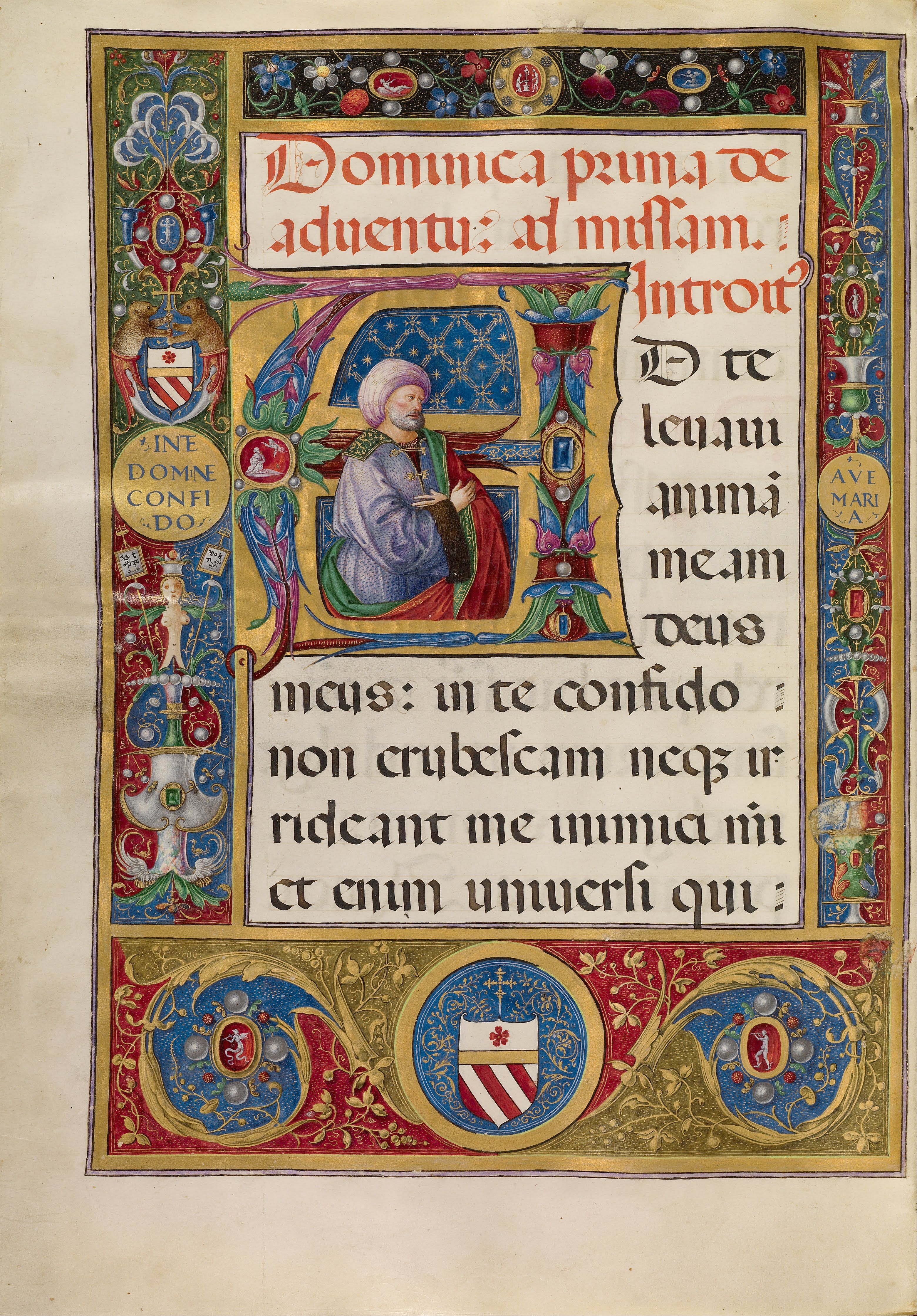
Der Introitus zum 1. Advent Ad te levavi in einem Missale von 1520 – in der Initiale A die Darstellung von König David

Das gilt auch für die meisten Kirchengemeinden der Missouri-Synode. Hier wird alternativ ein historisches, einjähriges Lektionar gebraucht. Der 1. Sonntag im Advent wird in diesem Lektionar auch mit seinem lateinischen Namen Ad te levavi bezeichnet. Dies sind die ersten Worte der Antiphon zum Introitus (Ps 24,1–3 ). Der Sonntag hat folgendes Proprium:
- Erste Lesung: Jer 23,5–8 LUT
- Psalm: Psalm 24
- Epistel: Röm 13,11–14 LUT(13,8–10 LUT)
- Evangelium: Mt 21,1–9 LUT

## Katholische Liturgie

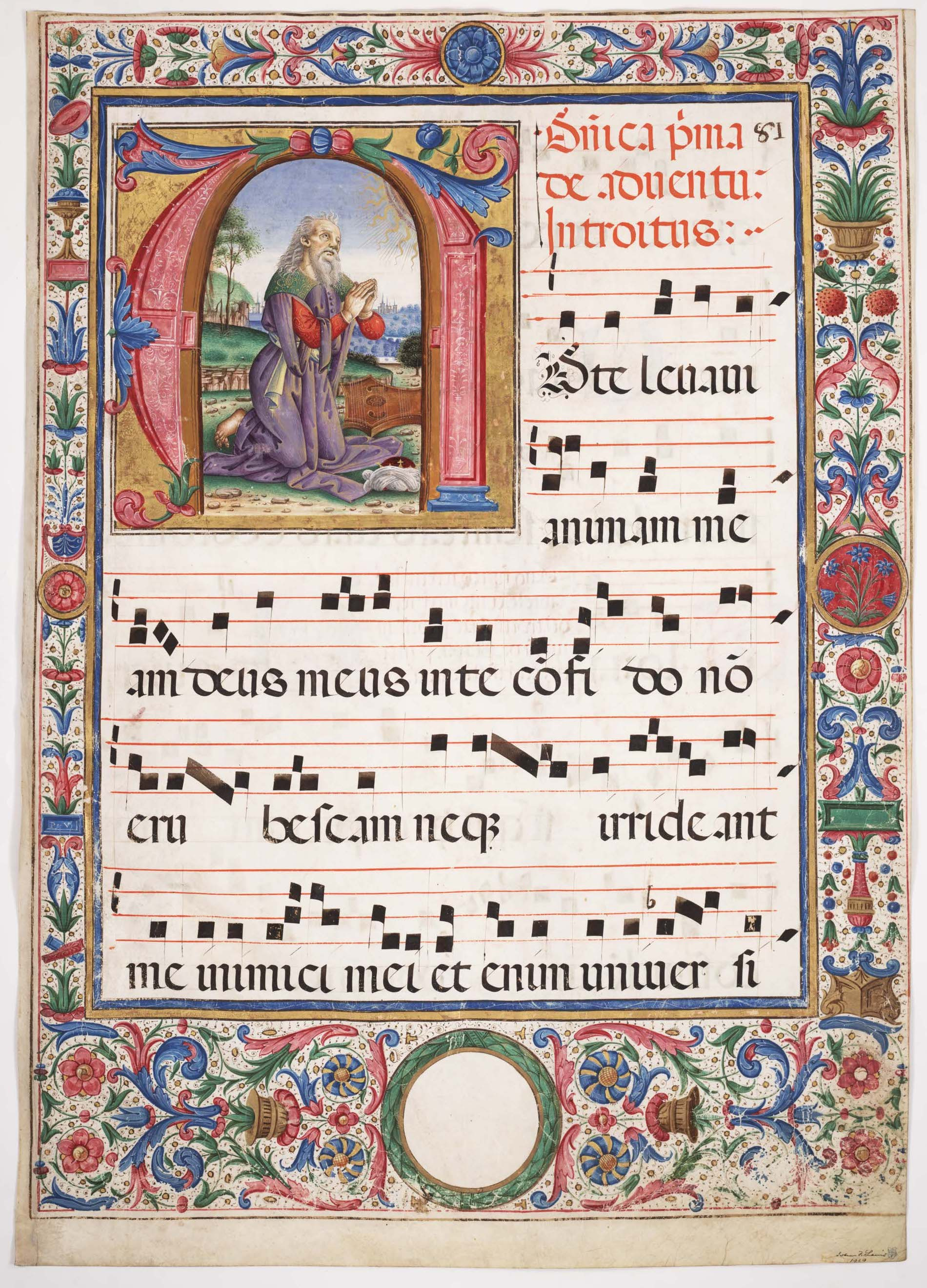
Der Introitus Ad te levavi in einem Graduale des 16. Jahrhunderts

In der Liturgie der römisch-katholischen Kirche beginnt das Kirchenjahr mit der 1. Vesper am Vorabend des ersten Adventssonntags (Dominica prima Adventus, früher Dominica prima de Adventu). Im Advent werden in der Regel violette Paramente getragen, in der heiligen Messe wird auf das Gloria verzichtet.
Das Missale Romanum von 1570 sah die alte Leseordnung mit dem Evangelium vom Einzug Jesu in Jerusalem nicht mehr vor, jedoch behielten einige deutsche Diözesen die ältere Ordnung auch jetzt noch zunächst bei. Deshalb enthält der Gedichtband Geistliches Jahr von Annette von Droste-Hülshoff zum ersten Advent ein Gedicht über den Einzug Jesu in Jerusalem.
Mehrere Teile des Propriums der heiligen Messe am ersten Adventssonntag entstammen dem Ps 25 , so die Antiphon zum Introitus mit dem Incipit Ad te levavi, der Antwortpsalm nach der 1. Lesung und bis zur Liturgiereform von 1970 auch das Offertorium. Die Lesungstexte in der heiligen Messe sind eschatologisch geprägt und bringen die Erwartung der verheißenen messianischen Heilszeit zum Ausdruck, die im christlichen Verständnis mit der Geburt Jesu beginnt und mit der Parusie des Menschensohnes und der Verwandlung der Schöpfung in einen neuen Himmel und eine neue Erde (Offb 21 ) endet. Seit der Liturgiereform von 1970 korrespondiert das Christkönigsfest mit dem 1. Advent; es wurde im Zuge der Reform vom letzten Sonntag im Oktober auf den letzten Sonntag des Kirchenjahres, den Sonntag vor dem 1. Advent, verlegt und steht im Zeichen des als König wiederkommenden Christus. „Der erhöhte Herr und König [ist] Zielpunkt nicht nur des Kirchenjahres, sondern unserer irdischen Wanderschaft überhaupt, ‚derselbe gestern und heute und in Ewigkeit‘ (Hebr 13,8 ), ‚das Alpha und das Omega, der Erste und der Letzte, der Anfang und das Ende‘ (Offb 22,13 ).“
Die Grundordnung des Kirchenjahres sagt: „Die Adventszeit hat einen doppelten Charakter: sie ist einerseits Vorbereitungszeit auf die weihnachtlichen Hochfeste mit ihrem Gedächtnis des ersten Kommens des Gottessohnes zu den Menschen. Anderseits lenkt die Adventszeit zugleich durch dieses Gedenken die Herzen hin zur Erwartung der zweiten Ankunft Christi am Ende der Zeiten. Unter beiden Gesichtspunkten ist die Adventszeit eine Zeit hingebender und freudiger Erwartung.“
Leseordnung
| Lesejahr | 1. Lesung                  | 2. Lesung               | Evangelium        |
| -------- | -------------------------- | ----------------------- | ----------------- |
| A        | Jes 2,1–5                  | Röm 13,11–14a           | Mt 24,37–44       |
| B        | Jes 63,16b–17.19b , 64,3–7 | 1 Kor 1,3–9             | Mk 13,33–37       |
| C        | Jer 33,14–16               | 1 Thess 3,12–13 , 4,1–2 | Lk 21,25–28.34–36 |

Mit dem Beginn eines neuen Kirchenjahres am ersten Adventssonntag gingen wiederholt Neuerungen in der Liturgie einher:
- Am ersten Adventssonntag 1969, dem 30. November, trat die vom Zweiten Vatikanischen Konzil beschlossene Erneuerung der Liturgie der heiligen Messe in Kraft.[17]

- Am ersten Adventssonntag 2013, dem 1. Dezember, begann im deutschen Sprachraum die Einführung der Neuausgabe des Gebet- und Gesangbuchs Gotteslob, das die alte Ausgabe von 1975 ablöste.

- Am ersten Adventssonntag 2018, dem 2. Dezember, wurde ein neues Lektionar mit den Lesungen der neuen Einheitsübersetzung eingeführt.

## Datum
Der 4. Adventssonntag ist immer der Sonntag vor dem 25. Dezember. Daraus ergibt sich, dass der 1. Sonntag im Advent frühestens auf den 27. November und spätestens auf den 3. Dezember fällt, im letzteren Fall ist der 4. Adventssonntag mit Heiligabend identisch.
| Jahr | Datum        |
| ---- | ------------ |
| 2020 | 29. November |
| 2021 | 28. November |
| 2022 | 27. November |
| 2023 | 03. Dezember |
| 2024 | 01. Dezember |
| 2025 | 30. November |
| 2026 | 29. November |